# 格拉提乌斯
格拉提乌斯（英語：Grattius）。奥古斯都时期的诗人之一，他曾被奥维德所提及，著有关于狩猎的诗作《畎狩》，其中有536行六音步诗存世。